# Тиберий Корунканий
Тиберий Корунканий (на латински: Tiberius Coruncanius; † 241 пр.н.е.) e политик, генерал и юрист на Римската република през 3 век пр.н.е. Произлиза от плебейската фамилия Корункании от Тускулум.
През 280 пр.н.е. Корунканий е консул с Публий Валерий Левин. Той е командир на войската във войната против етруските. След това е награден с триумф.
През 270 пр.н.е. Тиберий е цензор с Гай Клавдий Канина. През 254 пр.н.е. е първият плебей, който става pontifex maximus на Рим. Той е първият юрист-консулт, който дава съвети на гражданите. През 246 пр.н.е. Тиберий е диктатор.